# Ostap Stupka
Ostap Bohdanowycz Stupka, ukr. Остап Богданович Ступка (ur. 2 września 1967 we Lwowie) – ukraiński aktor teatralny, filmowy i telewizyjny, narodowy aktor Ukrainy.

## Życiorys
Urodził się we Lwowie w aktorskiej rodzinie Stupki. Dzieciństwo spędził przy pracy teatralnej jego rodziców we Lwowskim Narodowym Teatrze Opery i Baletu im. Salomei Kruszelnickiej i w Ukraińskim teatrze dramatycznym im. Marii Zańkowieckiej.
Gra w Narodowym Teatrze Akademickim im. Iwana Franki. Jest także aktorem kinowym i telewizyjnym.

## Wybrana filmografia
- 2004: Morderca ze Wschodu – doktor Amitrin
- 2008: Serce na dłoni – ochroniarz
- 2009: Taras Bulba – Vertikhvost
- 2010: Jesteśmy z przyszłości 2 – porucznik
- 2017: Na Wspólnej (serial TVN) – Antoni